# Hue (provinční město)
Hue (vietnamsky Huế) je město ve středním Vietnamu, hlavní město provincie Thừa Thiên – Huế. Jeho populace přesahuje 300 000 obyvatel. Od počátku 19. století až do konce druhé světové války bylo sídelním městem poslední vietnamské královské dynastie Nguyễn. Z tohoto období pochází množství architektonických a kulturních památek ve městě a jeho okolí. V roce 1993 bylo Hue jako jedna z prvních vietnamských lokalit zařazeno do Seznamu světového dědictví UNESCO.

## Dějiny
Oblast středního Vietnamu, v němž se Hue nachází, se stala součástí státu Dai Viet (historického předchůdce dnešního Vietnamu; viet. Đại Việt) ve 13. století. Od 16. století bylo město, tehdy zvané Phu Xuan (viet. Phú Xuân), hlavním městem šlechtického rodu Nguyen, který ovládal jižní oblasti země. Po sjednocení Vietnamu králem Gia Longem v roce 1802 se dynastie Nguyen stala novou celovietnamskou královskou dynastií a Hue pak hlavním městem celé země. Sídlil zde král i dvůr, konaly se zde i celonárodní konfuciánské zkoušky. Název Hue zřejmě pochází ze staršího sinovietnamského pojmenování Thuan Hoa (viet. Thuận Hoá), přičemž hoá znamená „mír“ či „harmonie“. Na královském trůně se postupně vystřídalo 13 panovníků rodu Nguyen, nejdéle z nich vládl Tu Duc (viet. Tự Đức, 1847–1883), poslední Bao Dai (viet. Bảo Đại, 1926–1945) byl zároveň posledním vietnamským králem vůbec.
V době francouzské kolonizace bylo Hue hlavním městem Annamu, jedné z částí tehdejší Francouzské Indočíny, jež zahrnovala i dnešní Laos a Kambodžu. Francouzi ponechali městu královský status až do roku 1945 a podporovali jeho architektonický rozkvět, role vietnamských králů však zůstala v ryze symbolické rovině. V roce 1885 eliminovali Francouzi pokus tehdejšího krále Ham Nghiho o vlasteneckou vzpouru a francouzské vojsko při té příležitosti vyplenilo a zničilo velkou část vnitřního královského města.
Po druhé světové válce, v roce 1945, abdikoval Bao Dai a Hue ztratilo výsadní pozici nejdůležitějšího města Vietnamu, jímž se znovu stala Hanoj. Po skončení francouzské kolonizace v roce 1954, kdy došlo při Ženevské konferenci k rozdělení Vietnamu na sever (ovládaný komunisty) a jih (podporovaný USA), se Hue stalo součástí Jižního Vietnamu. V lednu 1968 přepadli v rámci tzv. Novoroční ofenzivy (či ofenzivy Tết) město severovietnamští vojáci. Ti pozabíjeli ke třem tisícům civilistů, považovaných za kolaboranty. Následný americký protiútok, při němž byly hojně použity bomby, a následné další raketové střely severovietnamských jednotek zničily velkou část města. Mimo třech tisícovek civilistů povražděných severovietnamskými vojáky zahynulo během bitvy o Hue dalších zhruba 10 tisíc lidí (více než 5800 civilistů, až 5000 severovietnamských vojáků a 668 spojeneckých vojáků, včetně 31 nezvěstných).
Jakožto poslední imperiální sídlo zůstalo Hue mimo zájem vietnamské komunistické moci až do roku 1990, kdy mu byl přiznán status národní kulturní památky. Od roku 1993 je pak město zapsáno do seznamu Světového kulturního dědictví UNESCO.

## Kulturní dědictví města
Hue je známo mnoha architektonickými památkami z doby dynastie Nguyễn, mezi něž patří především zbytky královské pevnosti, několik velkolepých královských hrobek, Oltář nebes či Chrám literatury. Známou památkou je také pagoda Thien Mu (viet. Thiên Mụ), jejíž původ sahá do počátku 17. století. Hue proslulo rovněž svou osobitou kulturou, zejména hudbou, jakož i vytříbenou a pestrou kuchyní, v níž existují stovky lokálních specialit.

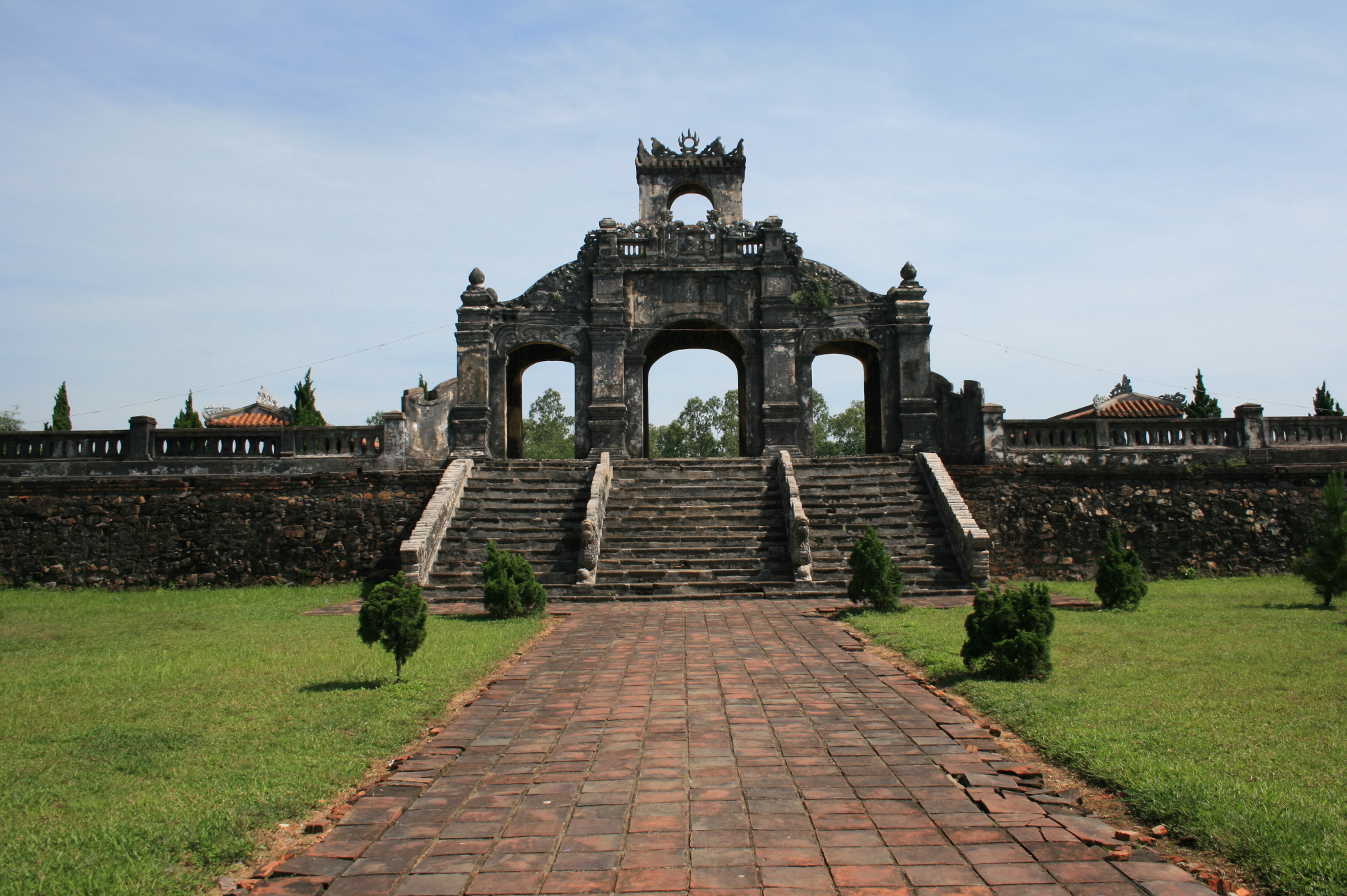
Chrám literatury
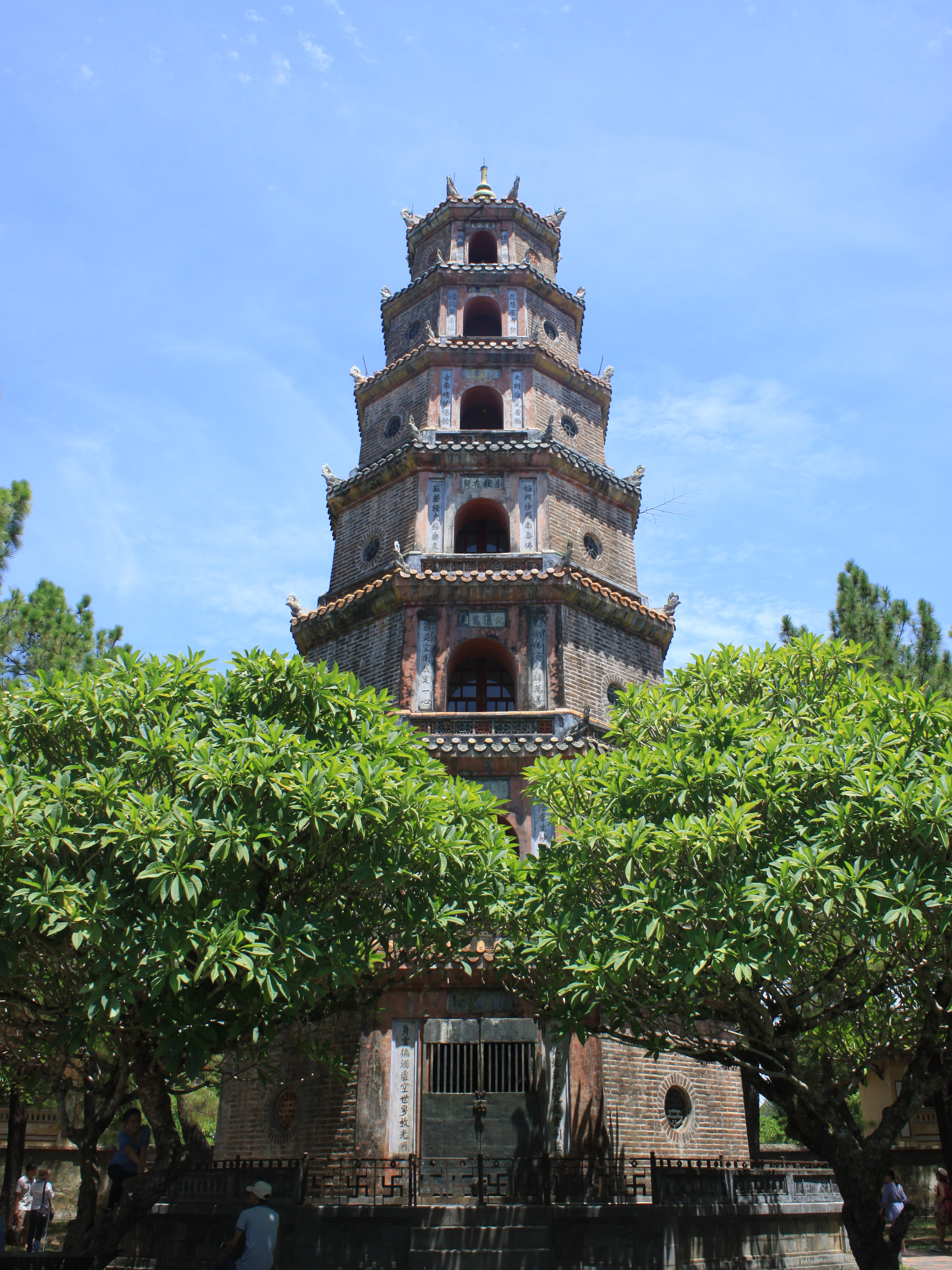
Oltář nebes
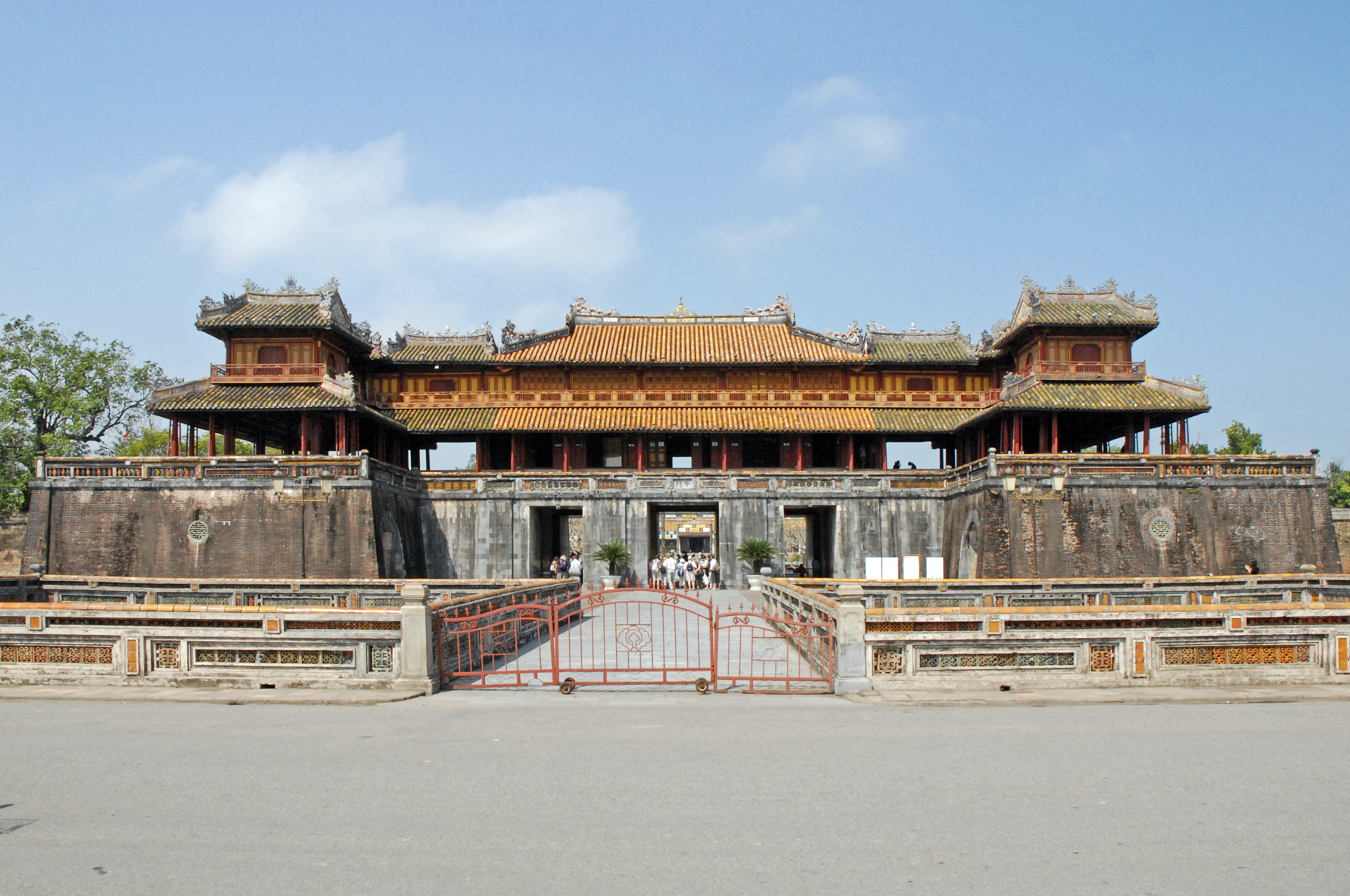
citadela
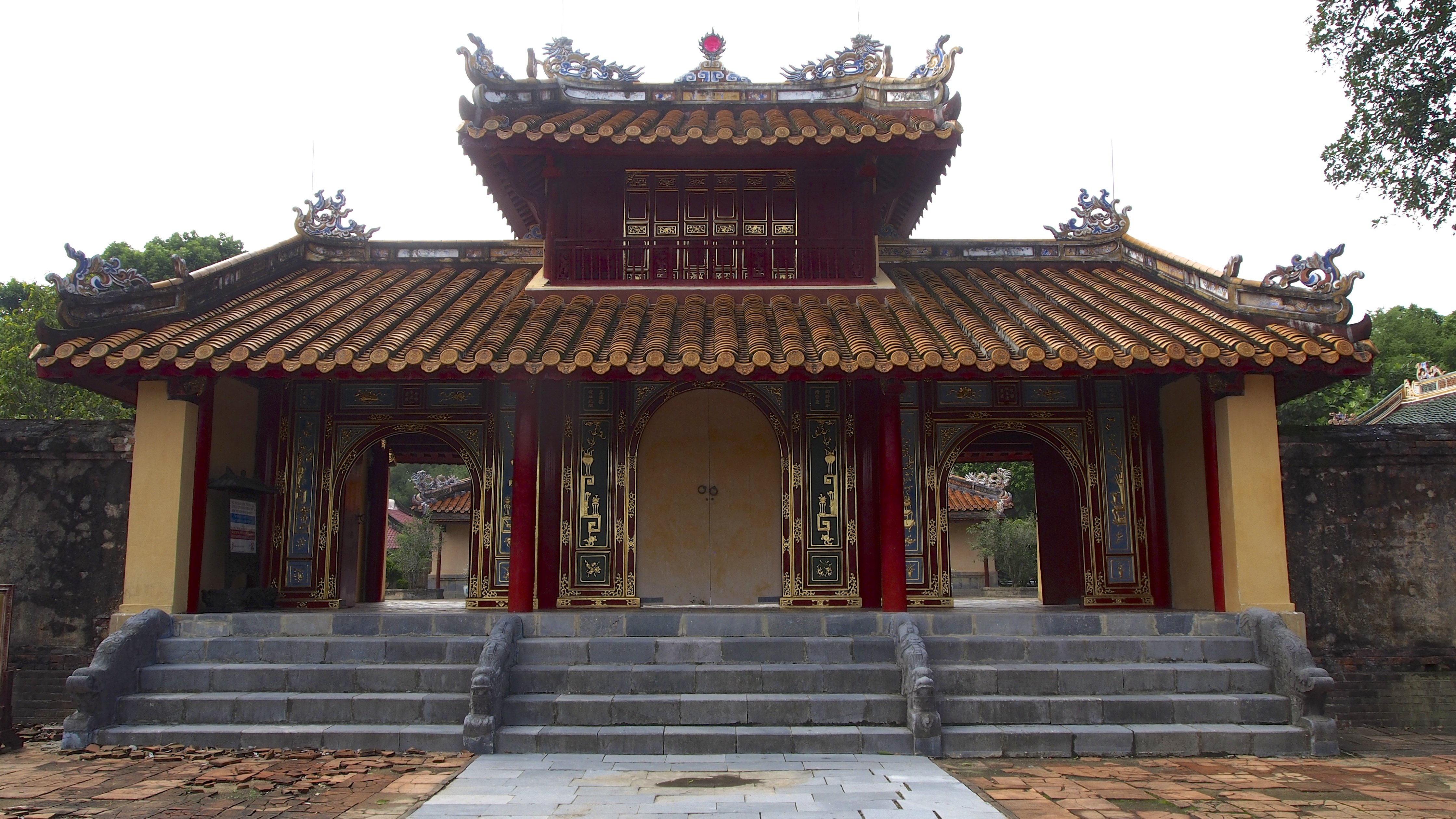
hrobka císaře Minh Mang

## Partnerská města
- Bandár Anzáli, Írán
- Blois, Francie
- Honolulu, Spojené státy americké
- New Haven, Spojené státy americké